# Tycherus vafer
Tycherus vafer là một loài tò vò trong họ Ichneumonidae.